# Jelena Lieberberg

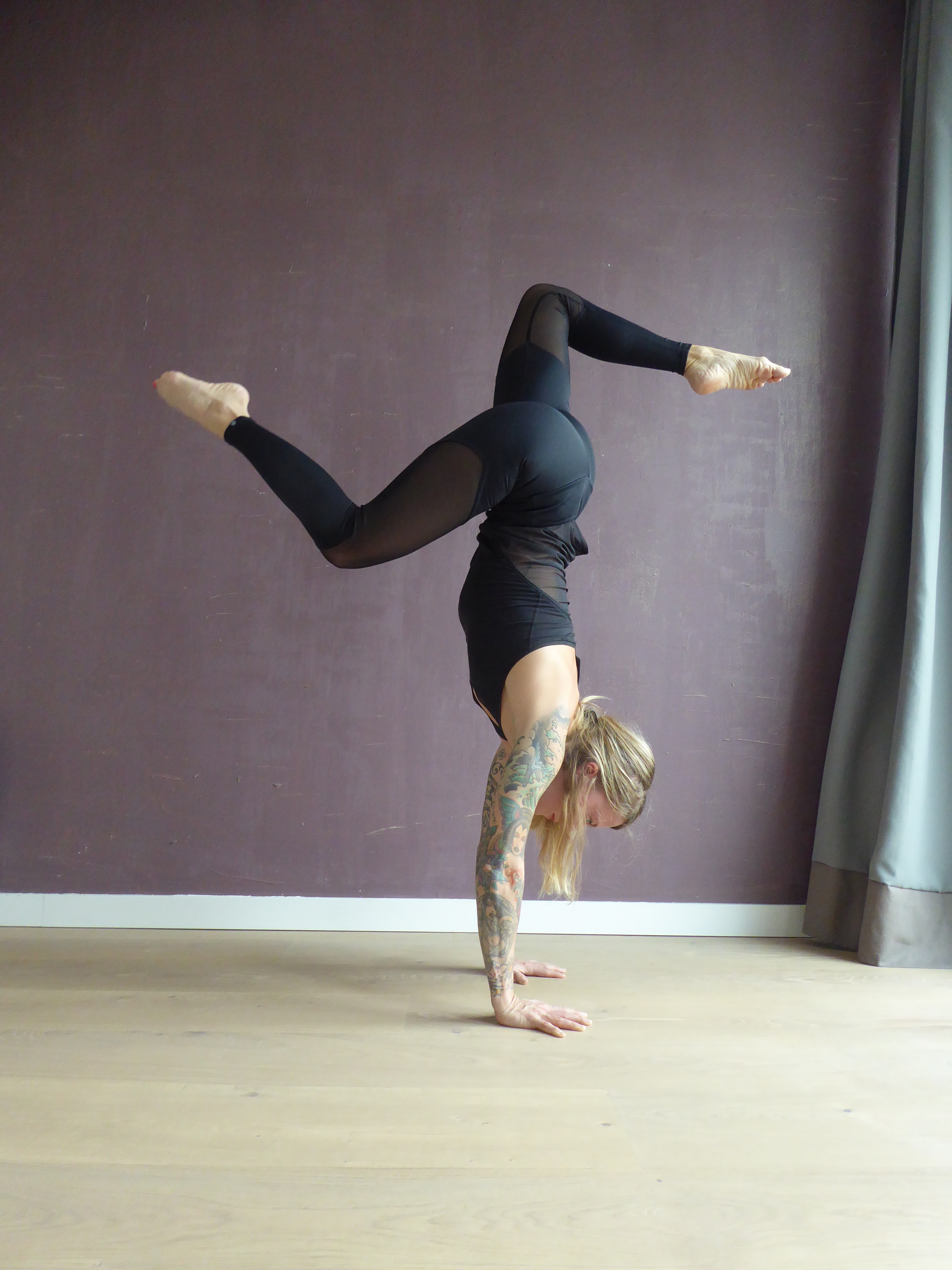
Jelena Lieberberg (2017)

Jelena Lieberberg (* 18. November 1981 in Gelsenkirchen, aufgewachsen in Duisburg als Jelena Jakopin) ist eine Fernsehmoderatorin und Sängerin.

## Leben und Leistungen
Lieberberg kam 2003 durch ein Casting zum Musiksender VIVA und moderierte dort bis 2004 die Shows „Neuigkeiten“, Chartsurfer und „Was geht ab?“.
Danach veröffentlichte sie ihre Solosingle True. Das Lied erreichte Platz 79 der Charts. Im August 2004 folgte ihr Debütalbum Lillies und Stallions. Doch das Album wurde nur in Polen veröffentlicht, weshalb die zweite geplante Single No Toy in Deutschland nicht veröffentlicht wurde.
2007 war sie im Video von „Ich + Ich“ zum Titel Vom selben Stern zu sehen.
2009 schloss Jelena Lieberberg ihre Ausbildung zur Yogalehrerin ab. Auch moderiert sie bei Vertigo TV, dem Web-TV-Channel von Universal Deutschland. 2012 schloss sie ihre Ausbildung zur Heilpraktikerin mit Schwerpunkt Dorn/Breuss-Methode, Tibetanische Massage und Hypnotherapie ab.
2017 veröffentlichte Lieberberg im GU Verlag ihr erstes Buch mit dem Namen Kick Ass Yoga. 2018 erschien ihr zweites Buch, Kick Ass Asanas, auf Deutsch und Englisch.